# Шпунт, Рувим Михайлович
Рувим Михайлович Шпунт (1 мая 1902, Крупки Могилёвской губернии — 13 августа 1938) — советский историк-архивист, теоретик архивного дела.

## Биография
Родился в мещанской семье Меера Рубиновича Шпунта. Окончил аспирантуру Института марксизма и марксоведения в Харькове. С 1927 года заведующий отделением архивоведения и член совета Украинского центрального архива. С 1928 года руководитель квалифицированной комиссии Украинского центрального архива. В 1930—1933 годах действительный член секции издания историко-революционных документов Украинского центрального архива.
Одновременно в конце 1920-х — начале 1930-х годов преподавал в Коммунистическом университете имени Артёма и был сотрудником Украинского института марксизма-ленинизма. В 1925—1926 годах — внештатный преподаватель Харьковского технологического института. Главный редактор журнала «Архивное дело» (1928—1929). В марте 1930 года утвержден в должности профессора Одесского института народного образования. Потом работал в  Военно-политической ордена Ленина академии РККА им. Толмачева.
Арестован в 1937 году, осуждён 10 августа 1938 года и расстрелян 13 августа того же года.

## Научные труды
- М. Н. Покровский как историк./Р. Шпунт.// Літопис революції. — 1928. — № 6 (33). — С. 7 — 24.
- «Возмутительное письмо к крестьянам» (Червоний архів. 1927),
- «До методології вивчення селянських рухів в революції 1905—1907 років» (1928);
- «Методика розробки архівних матеріалів» (Всеукраїнська нарада завідателів центральних та краєвих історичних архівів. — К., 1928);
- «Про норми виробки архівно-технічної роботи» (Всеукраїнська нарада завідателів центральних та краєвих історичних архівів. — К., 1928);
- «Эпоха реакции и подъема» (Ленинград, 1934);
- «Польско-литовский феодализм и крестьянская война на Украине» (Ленинград, 1935).